# Арнольд Кведлинбургский

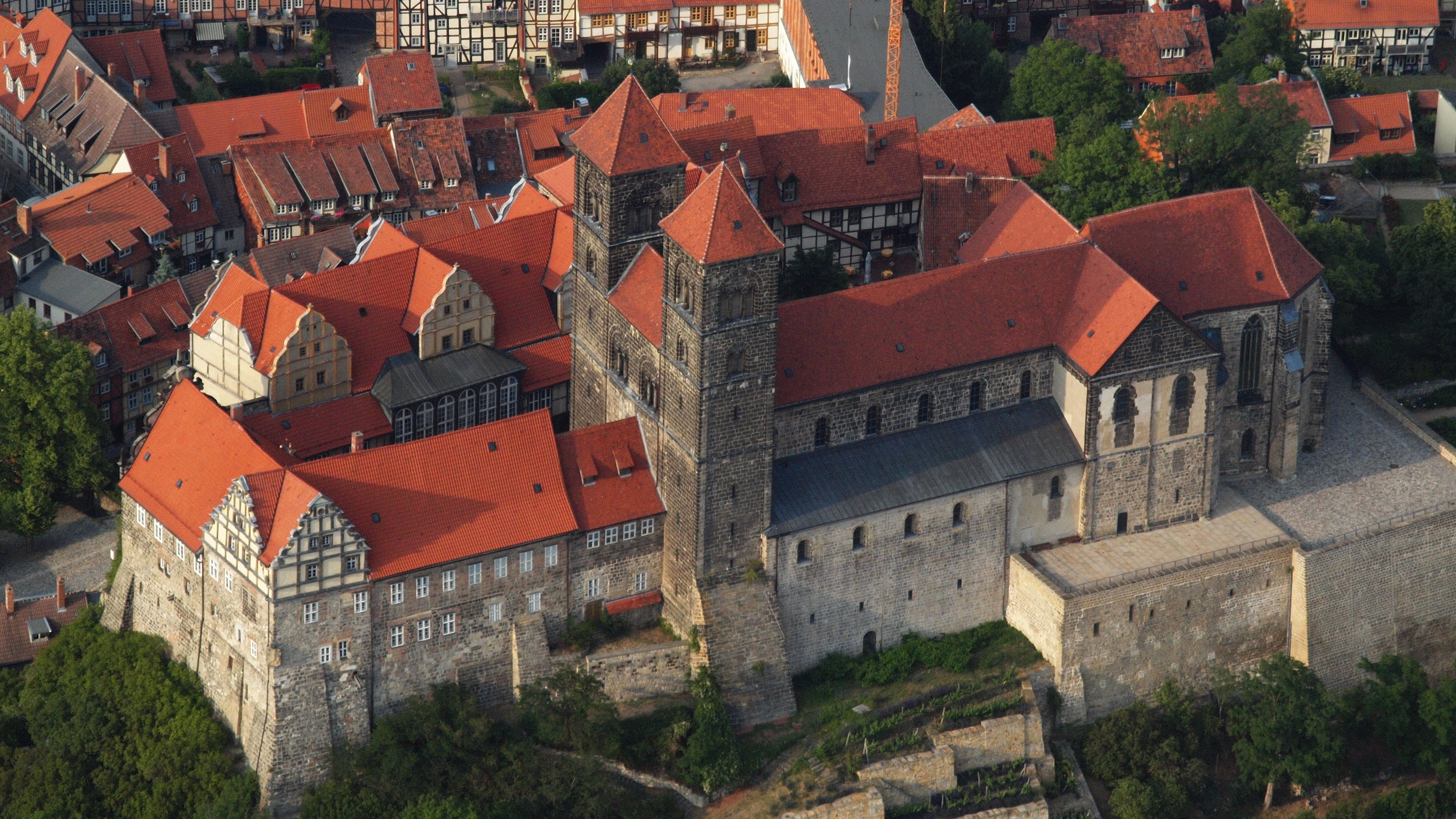
Кведлинбургское аббатство, X—XII вв.

Арнольд Кведлинбургский (нем. Arnold von Quedlinburg, лат. Arnoldus de Quedlinburg; около 1229 или 1232 — между 1265 и 1270) — немецкий церковный хронист, монах-премонстрант, капеллан и протонотарий настоятельницы имперского Кведлинбургского аббатства Гертруды фон Ампфурт. Автор исторического сочинения об основании Мильденфуртского монастыря и церкви Св. Вита в Вюншендорфе (лат. Fundatio monasterii in Mildenfurth et Fundatio ecclesiae s. Viti), располагавшихся на землях Кведлинбургской обители. 

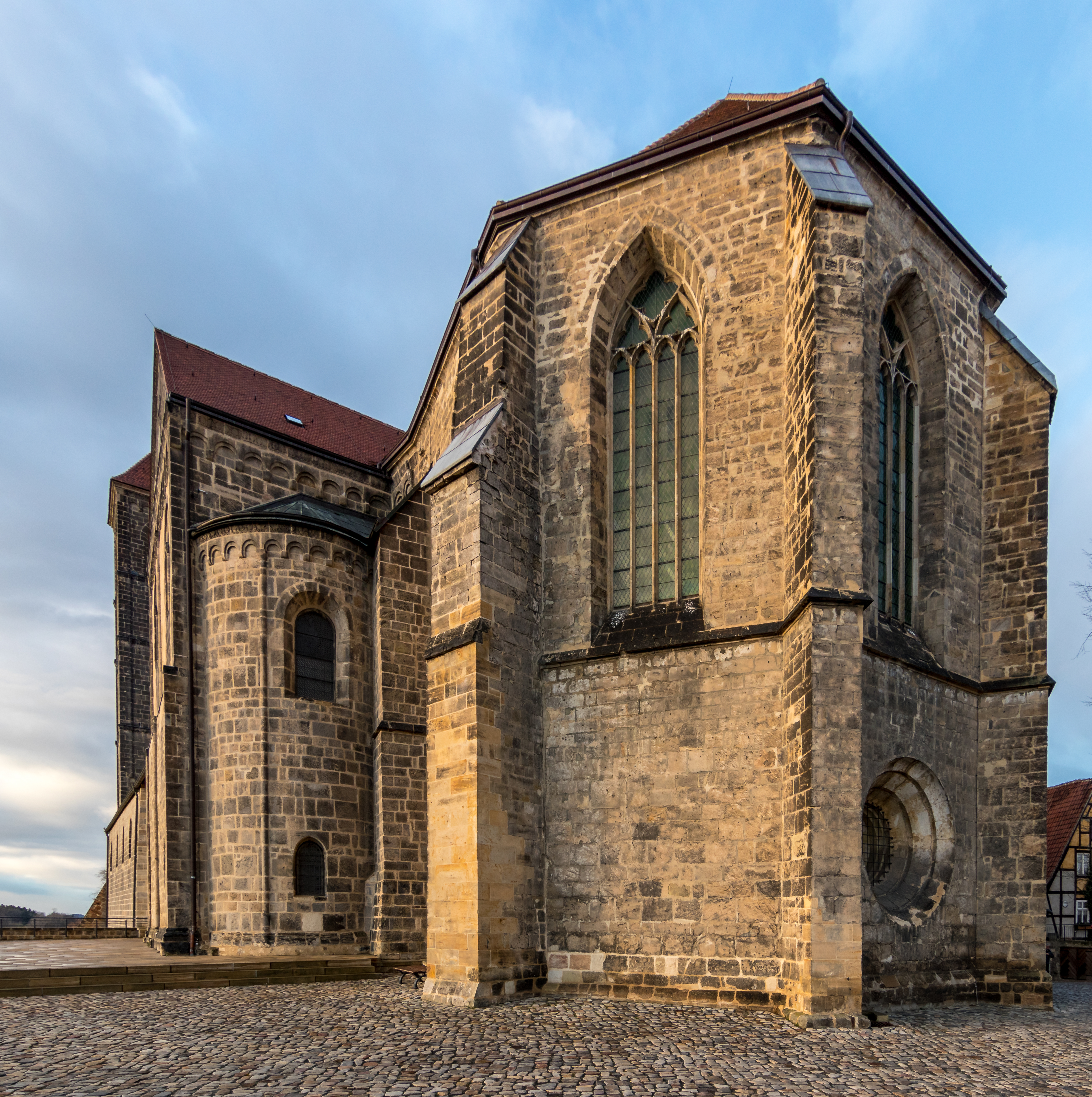
Церковь Св. Серватия, бывший собор Кведлинбургского аббатства, 1070—1129 гг.

## Жизнь и труды

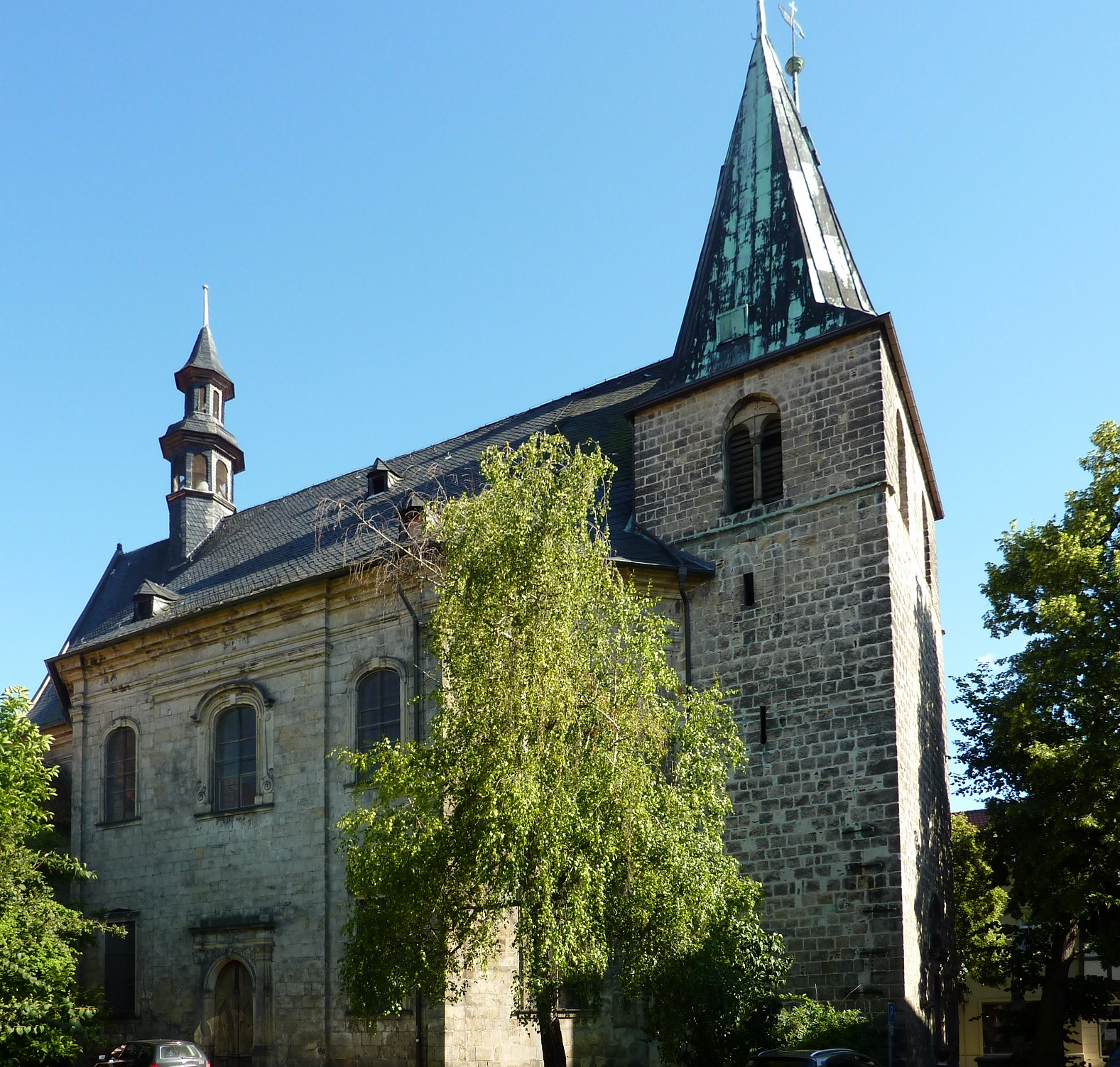
Церковь Святого Власия в Кведлинбурге, X—XIII вв.

Происхождение не установлено, вероятно, родился в Кведлинбурге или его окрестностях. В документах Кведлинбургского имперского аббатства XIII века не упоминается протонотарий Арнольд, но фигурируют два каноника с таким именем. Первый из них встречается уже в документе от 1229 года, и с 1231 года фигурирует в качестве настоятеля церкви Св. Власия, или Блазиикирхе (нем. Blasiikirche). Другой упоминается в документе, датируемом 1239 годом и подписанном кведлинбургской настоятельницей Гертрудой фон Ампфурт (1233—1270). Он же являлся кустодом коллегиальной церкви Св. Серватия, с 1252 года числился капелланом аббатисы Гертруды, и в последний раз упоминается в документах под 1265 годом.

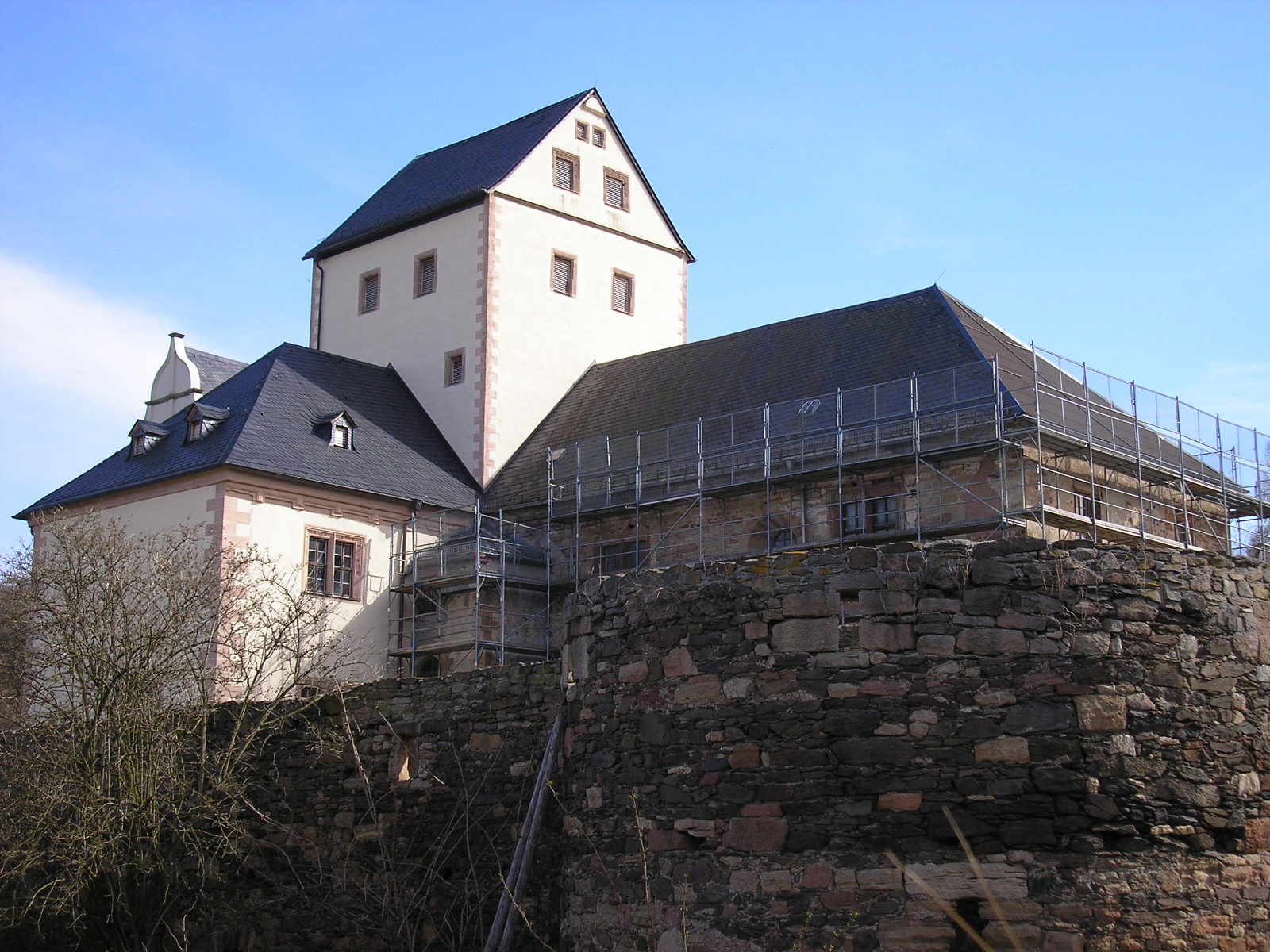
Мильденфуртский монастырь премонстрантов, конец XII в.

Поскольку автор хроники «Основание Мильденфуртского монастыря и закладка церкви Св. Вита» (лат. Fundatio monasterii in Mildenfurth et Fundatio ecclesiae s. Viti), охватывающей с позднейшими дополнениями 1193—1300 годы, называет себя протонотарием Гертруды фон Ампфурт, считается, что её написал именно второй из указанных Арнольдов, поскольку первый по возрасту явно был старше. 

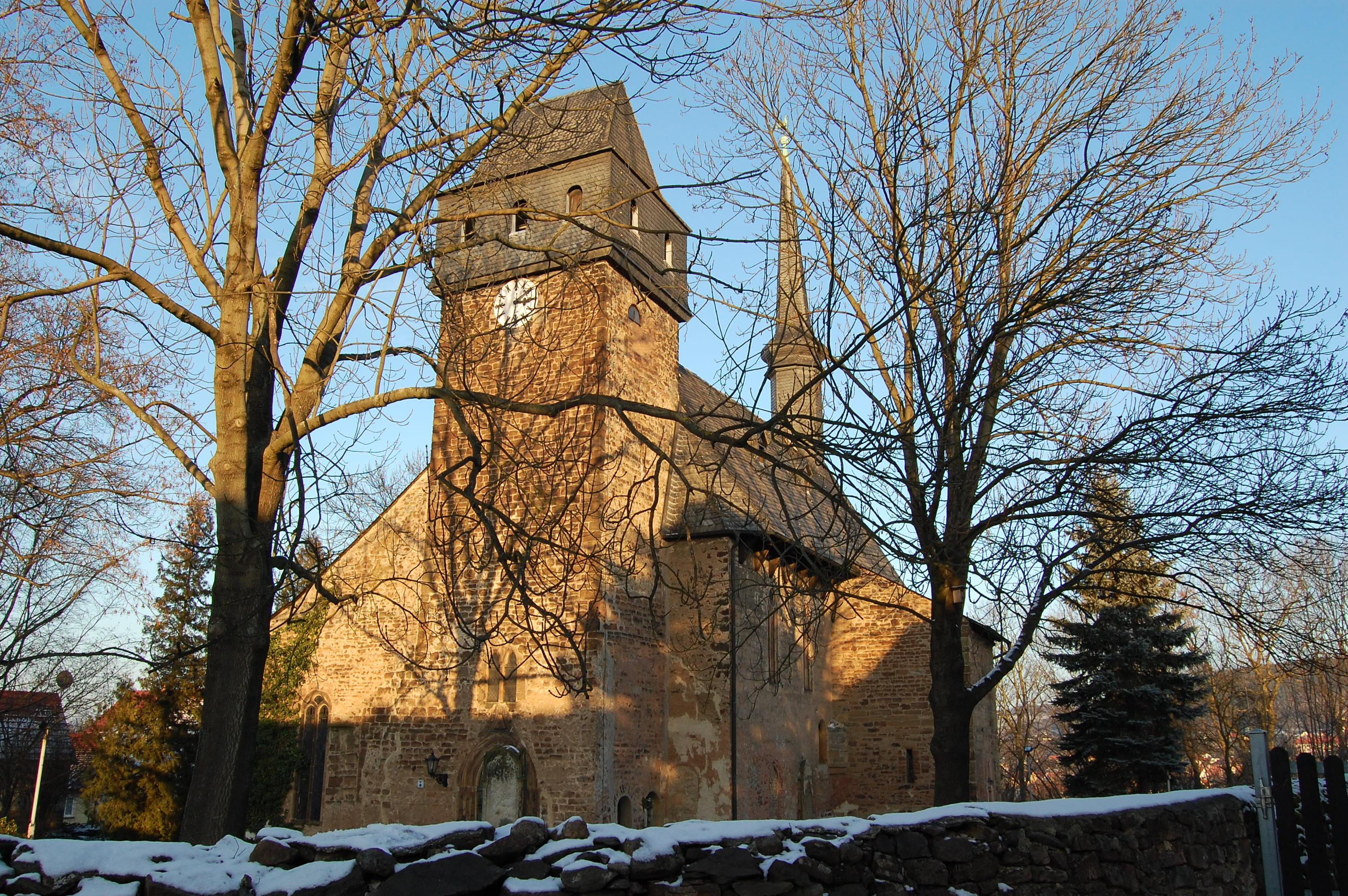
Церковь Св. Вита в Вюншендорфе, X в.

В центре этого составленного около 1260 года латинского сочинения лежит история Мильденфуртского монастыря премонстрантов близ Грайца в Тюрингии, основанного в 1193 году на землях Кведлинбургского аббатства Вайдским фогтом Генрихом (лат. Heinrici de Wida), министериалом герцога Саксонии Генриха Льва, пригласившим для этого каноников из монастыря Пресвятой Девы Марии в Магдебурге. По словам хрониста, испытывавший угрызения совести из-за гибели брата фогт увидел однажды во сне Деву Марию и основателя ордена премонстрантов Святого Норберта Ксантенского, сподобивших его заложить новую обитель. Также Арнольд рассказывает об основании в 974 году церкви Св. Вита в соседнем Вюншендорфе.
Наполненный реминисценциями из Священного писания и рассказами о чудесах, труд Арнольда Кведлинбургского содержит, тем не менее, ценные сведения по истории католической церкви не только в Тюрингии, но и в Саксонии, а также церковной политике местных светских властей. Несомненным его достоинством является привлечение подлинных документов монастырского архива. Современные исследователи с уверенностью атрибутируют Арнольду лишь вторую его часть, первая же представляет собой почти дословный пересказ неустановленных источников.  
Автограф хроники Арнольда Кведлинбургского был утерян ещё в старину, но в 1515 году её перевёл с более позднего списка на верхнесаксонский диалект ранненововерхненемецкого языка теолог Алексиус Кроснер из Кольдица. Лишь в 1870-х годах немецкий историк-архивист Бертольд Шмидт обнаружил единственный известный на сегодняшний день список с её латинского оригинала, включённый в состав картулярия Вальдзассенского аббатства цистерцианцев (Верхний Пфальц, Бавария) и датируемый временем между 1300 и 1320 годами. В 1883 году он опубликовал его в Йене в 4-м томе «Журнала ассоциации истории и древностей Тюрингии», сопроводив обстоятельным источниковедческим введением и комментариями. Сегодня эта рукопись хранится в Государственном архиве Амберга (Верхний Пфальц, Бавария).